# Homonnaolyka
Homonnaolyka (szlovákul: Vyšná Oľka) Olyka településrésze, 1944-ig önálló község Szlovákiában, az Eperjesi kerület Mezőlaborci járásában.

## Fekvése
Mezőlaborctól 27 km-re délnyugatra, az Olyka-patak bal partján fekszik. Olykának a pataktól keletre eső központi részét alkotja.

## Története
Homonnaolyka, vagy másképpen Felsőolyka 1408-ban „Elke” néven bukkan fel először az írott forrásokban, később 1430-ban „Lyka” néven említik. A sztropkói uradalom része volt. 1598-ban 21 adózó portája létezett. 1715-ben malom, 5 ház nélküli és 19 házas jobbágytelke volt. 1767-től a Szulyovszky család tulajdonába került. 1787-ben 54 házában 350 lakos élt.
A 18. század végén Vályi András így ír róla: „Homonna Olyka. Tót falu Zemplén Várm. földes Ura Szulyovszky Uraság, lakosai ó hitűek, fekszik Sztropko Olyka, és Kriva Olykához is 1/2 órányira, hegyes határja 3 nyomásbéli, árpát, zabot, tatárkát, bandurkát, és gabonát terem, erdeje van, szőleje nints, széna nélkűl szűkölködik, piatza Sztropkón, vagy Varannón.”
1828-ban 58 házában 419 lakos élt. Lakói erdei munkákkal és mezőgazdasággal foglalkoztak.
Fényes Elek 1851-ben kiadott geográfiai szótárában így ír a faluról: „Olyka, (Homonna és Sztropkó), két orosz falu, Zemplén vmegyében, mellyeket az Olyka vize választ el. Sztropkóhoz 2 1/2 mfdnyire: 783 gör. kath., 24 zsidó lak., 1186 hold szántófölddel, görög kath. anyaszentegyházzal. F. u. Homonna-Olykának, Szulovszky, Sztropkó-Olykának, gr. Dessewffy. Ut. p. Nagy-Mihály.”
Borovszky Samu monográfiasorozatának Zemplén vármegyét tárgyaló része szerint: „Homonnaolyka, az Olyka-völgyben fekvő ruthén kisközség, körjegyzőségi székhely, 56 házzal és 337 lakossal, kik gör. kath. vallásúak. Posta van a községben, távírója és vasúti állomása Radvány. A homonnai uradalomhoz tartozott s hajdan Ilka, Jelka és Ilyka néven szerepelt. Később a Szulyovszkyak, azután a Keczerek, majd a Matolayak lettek az urai és most dr. Matolya Gábornak van itt nagyobb birtoka. 1663-ban itt is dúlt a pestis. A község határában kénes vízű forrás van. Görög katholikus temploma régi, de építési ideje ismeretlen. Ide tartozik Fűrész-gyártelep is.”
1910-ben 325, többségben ruszin lakosa volt, jelentős német kisebbséggel. 1920 előtt Zemplén vármegye Mezőlaborci járásához tartozott.
1944 szeptemberében a németek partizántevékenység miatt a falut felgyújtották. Sztropkóolykával ugyanebben az évben egyesítették Olyka néven.